# Niederlande-DDR-Vereinigung
Die Niederlande-DDR Vereinigung (Niederländisch: de Vereniging Nederland-DDR) war eine in den Niederlanden aktive Freundschaftsgesellschaft, die dort Informationen über die Deutsche Demokratische Republik (DDR) verbreitete und Kontakte der niederländischen Bevölkerung in die DDR fördern wollte. Politisch stand sie dem realsozialistischen System der DDR nahe. Die Organisation wurde von der DDR verdeckt finanziert.
Frau Romi Kliemchen war eine offizielle Beauftragte der DDR, die für die Propaganda und Betreuung von Delegationen und touristischen Reisen aus den Niederlanden in die DDR sowie die Pflege der Kontakte mit dem Verein zuständig war. Ihre Aufgabe war es, ein positives Bild der DDR zu vermitteln, indem sie den Besuchern hauptsächlich die „schönen Seiten“ des Landes zeigte. Ihre Rolle entsprach der einer Delegierten der Liga für Völkerfreundschaft im Bereich Niederlande.
Das Sekretariat war ursprünglich in Amsterdam im „Roothaanhuis“ an der Rozengracht untergebracht und später an der Keizersgracht.
Durch die Aufarbeitung von Stasi-Akten ist bekannt geworden, dass drei Inoffizielle Mitarbeiter (IM) des Ministeriums für Staatssicherheit (Stasi) in die Vereinigung Niederlande-DDR angeworben worden waren. Der Allgemeine Nachrichten- und Sicherheitsdienst der Niederlande (AIVD) hat beschlossen, die Namen nicht zu veröffentlichen. Frits Hoekstra (2004) schreibt das die AIVD, damals hieß er BVD, bereits beim Gründungsstatut (1974) involviert war.
Aus den Stasi-Akten geht weiter hervor, dass der Verein teilweise durch Anzeigeneinnahmen in seiner Vereinszeitschrift finanziert wurde, die von dem Reisebüro Kontakt sowie den Unternehmen Orwo, Imog (Handels- und Speditionsunternehmen) und Interflug (DDR-Fluggesellschaft) stammten. Nach der Öffnung der Stasi-Akten ist bekannt geworden, dass Orwo und Imog geheim operierende DDR-Unternehmen waren, die auch über ihre niederländische Niederlassung westliche Devisen für die DDR unter der Leitung der Kommerziellen Koordinierung (KoKo) generierten.
Das Archiv des Vereins Niederlande-DDR ist im Internationalen Institut für Sozialgeschichte (IISG) in Amsterdam untergebracht. Adresse des Archivvereins: Cruquiusweg 31, 1019 AT Amsterdam, Niederlande.

## Geschichte

### Vorläufer

#### Komitee in der CPN
Erste Aktivitäten zur Begründung einer solchen Organisation gab es bereits in den 1950er-Jahren. Auf Anregung der in der DDR herrschenden Sozialistischen Einheitspartei Deutschlands (SED) gründete die Kommunistische Partei der Niederlande (CPN) am 4. August 1955 ein Komitee Niederlande-DDR. Sekretär wurde Willem Neven, der 1958 von Tonny van Eek abgelöst wurde. Bereits 1959 fand ein erneuter Wechsel statt. Neue Sekretärin wurde Jeane Kuyper-Meeser. In diese Zeit fiel eine deutliche Abkühlung der Beziehungen zwischen SED und CPN. Im Zuge der Entstalinisierung in vielen kommunistischen Parteien entschied sich die CPN zur eigenen Isolierung. Die Arbeit des Komitees wurde praktisch eingestellt. Bemühungen von Seiten der DDR, eine Wiederbelebung zu erreichen, scheiterten. Auch ein Vorstoß der zu diesem Zeitpunkt illegalen KPD im Jahr 1965 bei der CPN brachte keinen Erfolg.

#### Versuch der Vereinsgründung 1968
Anlässlich einer Anfang November 1966, aus anderem Anlass, durchgeführten DDR-Reise von Fries de Vries, Vorsitzender der außenpolitischen Kommission der niederländischen sozialdemokratisch orientierten Partij van de Arbeid (PvdA), wurde von Seiten der DDR die Idee der Gründung eines Freundeskreises entwickelt. Tatsächlich begannen in der Folgezeit Bemühungen einen solchen Kreis als Verein zu gründen. Im Februar 1968 lag der Entwurf eines Vereinsstatutes vor. Der Kreis der angesprochenen Menschen sollte diesmal deutlich größer als beim Komitee der CPN sein und sich auch über die ideologisch eng mit der DDR verbundenen Menschen hinaus erstrecken. Durch die Niederschlagung des Prager Frühlings durch die Truppen des Warschauer Pakts im August 1968, den auch die DDR unterstützte, kam das Projekt zum Erliegen. Auch im linken Spektrum der westlichen Gesellschaften stieß der Einmarsch auf heftige Kritik. Eine breit angelegte Freundschaftsgesellschaft konnte in diesem Klima nicht erfolgreich gegründet werden.

#### Anerkennungskomitee
In den Niederlanden hatten sich die kleine linksgerichtete Pacifistisch Socialistische Partij (PSP), die 1966 gegründeten linksliberalen Democraten 66 (D 66) sowie die CPN für eine Anerkennung der DDR ausgesprochen. Seit 1966 wurde diese Forderung auch in der PvdA diskutiert und dort von der Gruppierung „Nieuw Links“ befördert. Ab 1969 forderte auch die PvdA die Anerkennung der DDR.
Von Seiten der DDR war man bemüht, in verschiedenen Staaten und auch auf internationaler Ebene Anerkennungskomitees zu bilden, die die Forderung nach Anerkennung der DDR in der westlichen Welt thematisieren sollten. Für die Niederlande wurde die Bildung eines solchen Komitees angestrebt. Dies hatte aus Sicht der DDR den Vorteil, dass es mit diesem Thema auch Menschen ansprach, die der ideologischen Ausrichtung der DDR kritisch gegenüberstanden, aber die Anerkennung als wichtigen Bestandteil der Entspannungspolitik sahen.
Am 12. Dezember 1970 erfolgte dann tatsächlich die Gründung des Nederlands Komitee voor de Erkenning van de DDR. Es setzte sich auch aus Politikern von PvdA, D’66, PSP und CPN zusammen. So waren neben Fries de Vries auch der PvdA-Senator George Cammelbeeck und der ehemalige Nieuw Links Vorsitzende Hans van den Doel eingebunden. Insgesamt werden für 1970 22 Mitglieder des Komitees aufgeführt.
Es war darauf geachtet worden, dass die Vertreter der ideologisch der DDR nahestehenderen CPN und PSP nicht zu sehr im Vordergrund standen. Trotzdem übernahm Fred van der Spek von der PSP die Funktion als allgemeiner Sekretär. Die Aktivitäten des Komitees hielten sich jedoch in überschaubarem Rahmen. Von Seiten der DDR wurde intern von „permanenter Winterschlaf“ geredet.
Am 5. Januar 1973 erkannte die Niederlande die DDR an und das Komitee stellte am 1. Februar 1973 seine Arbeit ein. Es stellte jedoch die Grundlage für die nun beginnenden Bemühungen zur Gründung einer Freundschaftsgesellschaft dar.

### Gründung
Die Gründung der Vereinigung erfolgte am 12. Oktober 1974 in Amsterdam. Erster Vorsitzender wurde Dick van der Meer, der 1979 von Piet Burggraaf abgelöst wurde. Ziel der Vereinigung war vor allem, ein positives Bild von der DDR zu verbreiten. Die Vereinigung war bemüht, auch die Niederländer zu erreichen, die dem staatlichen System der DDR skeptisch gegenüberstanden. So wurde auf die Bezeichnung als „Freundschaftsgesellschaft“ verzichtet, da dies zu SED-nah klang. Anders als in ähnlichen DDR-Freundschaftsgesellschaften im westlichen Ausland, in denen jeweils die kommunistische Bruderpartei der SED die Kontrolle ausübte, war dies in den Niederlanden wegen der Schwäche der CPN und ihrem schlechten Verhältnis zur SED nicht möglich. Die Vereinigung Niederlande-DDR war somit etwas DDR-ferner und somit potentiell auch kritischer als vergleichbare Vereine. Es wird spekuliert, dass die DDR über einzelne besonders verbundene Personen sich Einfluss und auch Informationen sicherte. So gibt es Berichte, dass die bis 1976 amtierende Schatzmeisterin Rien Beukema persönliche Schreiben in die DDR verfasste, wobei nicht bekannt ist, ob ihr klar war, dass diese Schreiben auch offiziell ausgewertet wurden.
Die Vereinigung stellte sich weitgehend unkritisch in den Dienst der DDR. Nach dem Ausbleiben einer kritischen Stellungnahme zur auch in den Niederlanden heftig kritisierten Ausbürgerung des SED kritischen DDR-Künstlers Wolf Biermanns aus der DDR im Jahr 1976 traten viele Mitglieder der Niederlande-DDR Vereinigung aus.

### Friedliche Revolution in der DDR
Die starken gesellschaftlichen Veränderungen in den realsozialistischen Ländern Europas in der zweiten Hälfte der 1980er Jahre führten auch zu einer kritischeren Haltung innerhalb der Vereinigung zur Politik der DDR. So stießen die zustimmenden Äußerungen des damals stellvertretenden Vorsitzenden des DDR-Staatsrates Egon Krenz zum Tian’anmen-Massaker im Juni 1989 auf Kritik innerhalb der Vereinigung.
Die mit der friedlichen Revolution einhergehende Demokratisierung der DDR wurde von der Vereinigung begrüßt. Den ab Ende 1989 innerhalb der DDR bestehenden Bestrebungen zur Deutschen Einheit stand die Gesellschaft jedoch skeptisch gegenüber. So fürchtete der Sekretär Neijts eine „Einverleibung der DDR in die Bundesrepublik“. Nach der deutschen Wiedervereinigung löste sich die Vereinigung am 6. Oktober 1990 auf.

## Tätigkeit
Die Vereinigung gab vierteljährlich eine Zeitschrift heraus, die durch positive Berichte über die DDR und die dortige Situation geprägt war. Es wurden ostdeutsche Künstler in die Niederlande eingeladen und Ausstellungen über die DDR organisiert. Auch erfolgten organisierte Reisen in die DDR. 1988 wurde ein erstes Jugendtreffen durchgeführt. Soweit gewünscht, wurden auch Kontakte in die DDR vermittelt. So wurden Städtepartnerschaften zwischen Städten beider Länder vermittelt. Bekanntestes Beispiel ist die Städtepartnerschaft zwischen Rotterdam und Dresden.
Im Jahr 1986 eröffnete der Bürgermeister Ed van Thijn in der „Beurs van Berlage“ in Amsterdam eine Ausstellung über die DDR. Diese wurde von Romi Kliemchen und Guus Gonggrijp (Redakteur des Magazins „DDR Revue“ in Dresden) in Zusammenarbeit mit der Vereinigung Niederlande-DDR organisiert.
Politisch stand die Vereinigung der Politik der SED zustimmend gegenüber. Dies änderte sich erst in der Phase der politischen Wende in der DDR im Jahr 1989. Finanziell wurde die Arbeit der Vereinigung zu einem erheblichen Teil von Seiten der DDR gewährleistet.

## Arbeit in der DDR
Gegenstück auf Seiten der DDR war die Freundschaftsgesellschaft DDR-Niederlande in der Liga für Völkerfreundschaft, die aber nicht in gleicher Weise aktiv war. Bedingt durch das politische System der DDR erfolgte innerhalb der DDR keine gleichgelagerte Werbung für die Niederlande. Durch die stark eingeschränkte Reisefreiheit kam es auch innerhalb der Arbeit der Freundschaftsgesellschaft kaum zu Gegenbesuchen von DDR-Bürgern in den Niederlanden. Soweit dies vereinzelt doch der Fall war, waren die DDR-Besucher überwiegend ausgewählte Funktionäre.